# Višnje
Višnje é uma vila localizada no município de Ajdovščina na Eslovênia. Possuía uma população estimada de 194 habitantes em 2020.